# バイローン・シン・シェーカーワト
バイロン・シン・シェカワート（Bhairon Singh Shekhawat、1925年10月23日 - 2010年5月15日）は、インドの政治家であり、第11代インド副大統領を務めた。

## 出生
彼は1923年に当時英領インドのラージプタナ庁のシカール地区にあったハクリヤワスの村で、生まれた。

## 政治家として
2002年8月19日から2007年7月21日まで第11代インド副大統領を務めた。

## 死去
バイロン・シン・シェクワットは癌とその他の関連する健康上の問題で、2010年5月15日にラージャスターン州で亡くなった。